# Copa de Clubes de la CECAFA 1996
La Copa de Clubes de la CECAFA 1996 fue la 22.ª edición de este torneo de fútbol a nivel de clubes de África organizado por la CECAFA y que contó con la participación de 8 equipos representantes de África Central, África Occidental y África del Sur, incluyendo por primera vez a un representante de Ruanda.
El campeón defensor Simba SC de Tanzania venció al APR FC de Ruanda en la final disputada en Tanzania para ganar el título por quinta ocasión y e segundo de manera consecutiva.

## Fase de grupos

### Grupo A
| APR FC            | 2-1 | Al-Hilal Omdurmán |
| Simba SC          | 2-0 | Small Simba FC    |
| APR FC            | 1-0 | Simba SC          |
| Al-Hilal Omdurmán | 1-0 | Small Simba FC    |
| Small Simba FC    | 0-0 | APR FC            |
| Simba SC          | 1-0 | Al-Hilal Omdurmán |

| Club              | G | E | P | GF | GC | Pts |
| ----------------- | - | - | - | -- | -- | --- |
| APR FC            | 2 | 1 | 0 | 3  | 1  | 7   |
| Simba SC          | 2 | 0 | 1 | 3  | 1  | 6   |
| Al-Hilal Omdurmán | 1 | 0 | 2 | 2  | 3  | 3   |
| Small Simba FC    | 0 | 1 | 2 | 0  | 3  | 1   |

### Grupo B
| Gor Mahia         | 1-1   | Young Africans SC |
| Express FC        | 10-1  | Alba FC           |
| Gor Mahia         | 3-1   | Express FC        |
| Young Africans SC | 1-0   | Alba FC           |
| Alba FC           | w.o.1 | Gor Mahia         |
| Young Africans SC | 1-0   | Express FC        |

1- Alba no se presentó, el triunfo le fue acreditado al Gor Mahia.
| Club              | G | E | P | GF | GC | Pts |
| ----------------- | - | - | - | -- | -- | --- |
| Gor Mahia         | 2 | 1 | 0 | 4  | 2  | 7   |
| Young Africans SC | 2 | 1 | 0 | 3  | 1  | 7   |
| Express FC        | 1 | 0 | 2 | 11 | 5  | 3   |
| Alba FC           | 0 | 0 | 3 | 1  | 11 | 0   |

## Semifinales
| Equipo 1  | Resultado   | Equipo 2          |
| --------- | ----------- | ----------------- |
| APR FC    | 2-2 (4-2 p) | Young Africans SC |
| Gor Mahia | 0-1         | Simba SC          |

## Tercer Lugar
| Equipo 1          | Resultado | Equipo 2  |
| ----------------- | --------- | --------- |
| Young Africans SC | 0-4       | Gor Mahia |

## Final
| Equipo 1 | Resultado  | Equipo 2 |
| -------- | ---------- | -------- |
| APR FC   | 0-1 (t.e.) | Simba SC |

## Campeón
| Copa de Clubes de la CECAFA 1996 |
| -------------------------------- |
| Bandera de Tanzania              |
| Simba SC 5º Título               |